# العلاقات المكسيكية البيلاروسية
العلاقات المكسيكية البيلاروسية هي العلاقات الثنائية التي تجمع بين المكسيك وروسيا البيضاء.

## مقارنة بين البلدين
هذه مقارنة عامة ومرجعية للدولتين:
| وجه المقارنة                                              | المكسيك                                                                               | روسيا البيضاء                    |
| --------------------------------------------------------- | ------------------------------------------------------------------------------------- | -------------------------------- |
| المساحة (كم2)                                             | 1.97 مليون                                                                            | 207.60 ألف                       |
| عدد السكان (نسمة)                                         | 130.53 مليون                                                                          | 9.50 مليون                       |
| الكثافة السكانية (ن./كم²)                                 | 66.26                                                                                 | 45.76                            |
| العاصمة                                                   | مدينة مكسيكو                                                                          | مينسك                            |
| اللغة الرسمية                                             | اللغة الإسبانية                                                                       | اللغة البيلاروسية، اللغة الروسية |
| العملة                                                    | بيزو مكسيكي                                                                           | روبل بلاروسي                     |
| الناتج المحلي الإجمالي (بليون دولار)                      | 1.15 تريليون                                                                          | 54.44 مليار                      |
| الناتج المحلي الإجمالي (تعادل القوة الشرائية) بليون دولار | 2.16 تريليون                                                                          | 168.35 مليار                     |
| الناتج المحلي الإجمالي الاسمي للفرد دولار أمريكي          | 9.01 ألف                                                                              | 5.74 ألف                         |
| الناتج المحلي الإجمالي للفرد دولار أمريكي                 | 17.32 ألف                                                                             | 18.18 ألف                        |
| مؤشر التنمية البشرية                                      | 0.756                                                                                 | 0.798                            |
| رمز المكالمات الدولي                                      | +52                                                                                   | +375                             |
| رمز الإنترنت                                              | .mx                                                                                   | .by، .бел                        |
| المنطقة الزمنية                                           | منطقة زمنية وسطى، المنطقة الزمنية الجبلية، زمن منطقة المحيط الهادئ، منطقة زمنية شرقية | ت ع م+03:00                      |

## منظمات دولية مشتركة
يشترك البلدان في عضوية مجموعة من المنظمات الدولية، منها:
| علم المنظمة | اسم المنظمة                        | تاريخ انضمام المكسيك | تاريخ انضمام روسيا البيضاء |
| ----------- | ---------------------------------- | -------------------- | -------------------------- |
|             | مؤسسة التمويل الدولية              | 20 يوليو 1956        | 2 نوفمبر 1992              |
|             | منظمة حظر الأسلحة الكيميائية       | ?                    | ?                          |
|             | الأمم المتحدة                      | 7 نوفمبر 1945        | 24 أكتوبر 1945             |
|             | الاتحاد الدولي للاتصالات           | 1 يوليو 1908         | 7 مايو 1947                |
|             | مجموعة الموردين النوويين           | ?                    | ?                          |
|             | منظمة الشرطة الجنائية الدولية      | ?                    | ?                          |
|             | البنك الدولي للإنشاء والتعمير      | 31 ديسمبر 1945       | 10 يوليو 1992              |
|             | الاتحاد البريدي العالمي            | ?                    | ?                          |
|             | وكالة ضمان الاستثمار متعدد الأطراف | 1 يوليو 2009         | 3 ديسمبر 1992              |
|             | يونسكو                             | 4 نوفمبر 1946        | 12 مايو 1954               |
|             | حركة عدم الانحياز                  | ?                    | ?                          |

## وصلات خارجية
- موقع وزارة الخارجية المكسيكية
- موقع وزارة الخارجية البيلاروسية